# Hydrelia argyridia
Hydrelia argyridia är en fjärilsart som beskrevs av Butler 1894. Hydrelia argyridia ingår i släktet Hydrelia och familjen mätare. Inga underarter finns listade i Catalogue of Life.